# 冬芽の人
『冬芽の人』（とうがのひと）は、大沢在昌による日本の小説。『小説新潮』（新潮社）にて2010年3月号から2012年2月号まで連載され、2013年1月に刊行された。2017年にテレビ東京系列でテレビドラマ化された。

## あらすじ
元警視庁捜査一課刑事の牧しずりは、かつての上司・前田光介の墓参りで彼の息子・仲本岬人と出会う。
6年前、強盗殺人事件の容疑者・村内を聞き込みに訪れた際、村内に襲われたしずりを庇って前田は大怪我を負って昏睡状態に陥り、村内は逃走中に交通事故で死亡、しずりは罪悪感を抱き続けていた。やがて前田は亡くなり、しずりは警視庁を退職した。岬人の同僚の君津という男が、過去に起こした交通事故に関して吹聴する内容から、君津が村内をはねたのは請け負い殺人である可能性が浮上し、今なお後悔しきりのしずりに対して、岬人はそんな必要はないと諭す。その後、喫茶店でしずりと目が合った君津は驚き、恐怖の表情を浮かべて逃走し、後日埼玉県内の山中で死亡しているのが発見される。君津の態度と突然の死を不審に思ったしずりは、岬人と共に6年前の事件を調べ直す。村内に容疑がかかっていた強盗殺人事件の被害者・奥平正は身寄りがなかったため復讐の線は考えられず、村内を使って奥平を殺害させたのも請け負い殺人だったのではという推理にたどり着き、君津がいまだに刑事に調べられていると考えた何者かによって君津もまた口封じに殺されたのではないかと考え始める。やがて、事件関係者と前田が同郷の出身だということが分かり、前田の真実の姿にも迫ることになる。

## 登場人物
牧 しずり（まき しずり）
元警視庁捜査一課刑事。現在は事務機器メーカーのOL。前田の事件から約1年後に辞職した。その後、再就職までの間に軽いパニック障害になった。怒りも悲しみもない静かな人生を送りたいと思っている。
前田 光介（まえだ こうすけ）
警視庁捜査一課刑事。しずりの元上司で相棒。しずりとは生活安全部でも同僚だった。その後、組織犯罪対策部を経て捜査一課へ配属。妻帯者であったが、しずりに好意を持っていたほか、女癖が悪いことで有名だった。強盗殺人事件の捜査中、犯人ともみ合いになり階段から転落し、約2年の植物状態を経て死亡。生まれも育ちも東京と話していたが、本籍は福島県南会津郡高畑田村。
仲本 岬人（なかもと さきと）
前田の離婚した前妻との息子。20歳。大学生。配送会社でアルバイトをしている。前田を重荷に生きてきたしずりがもう一度陽の当たる人生を送れるようになってほしいと願っている。
君津 政一（きみつ せいいち）
村内をはねたドライバー。岬人と同じ配送会社に勤めており、「合法的に人を殺せる」とうそぶいている。埼玉県内の山中で遺体で見つかる。
中崎（なかさき）
しずりの上司。営業二課長。仕事熱心で有能なしずりを買っている。無自覚ながら女子社員から人気がある。
浅野 香織（あさの かおり）
しずりの同僚。人付き合いが悪いしずりを嫌っている。
三石（みついし）
警視庁捜査一課第四強行班管理官。警視。しずりの元上司で、当時は第四強行班第七係長。
西原 栄一（にしはら えいいち）
『週刊文化』記者を名乗り、奥平事件の際に周辺を取材していた男。
植田 敦美（うえだ あつみ）
しずりの刑事時代の同僚。射撃ではしずりと双璧の腕前で、五輪を目指していた。当時は警備部、現在は警務部。
村内 康男（むらうち やすお）
奥平正強盗殺人事件の容疑者として前田に聞き込みを受けた。当時51歳。窃盗の前科があった。前田ともみ合いになり階段から落ちた後も逃走を図って道路に飛び出し、君津が運転する大型トラックにはねられ即死した。奥平宅に残されていたDNA型と一致し、被疑者死亡で送検された。
奥平 正（おくひら ただし）
6年前に練馬区内で殺された一人暮らしの老人。70歳没。当時新人だったしずりが前田とペアを組んで捜査に当たったが、遺留品が少なく、捜査は難航した。20代の頃は鋳物工場で働き、その後タクシー運転手を経て、40代の一時期小さな貿易会社を経営、その後の経歴は不明。南会津郡高畑田村出身。
前田 えり（まえだ えり）
光介の妻。夫の女癖に悩まされ、しずりとも愛人関係があったと信じきっている。夫の死後、沖縄にマンションを買い移住し、染め物や陶器の店を経営している。
藤原 麻子（ふじわら あさこ）
しずりの同僚。営業二課の“お局”。バツイチ。
関口 照美（せきぐち てるみ）
しずりの同僚。22歳。昼休みはいつも読書をしている。
坂本 朋代（さかもと ともよ）
しずりの同僚。30代後半。韓流アイドルの追っかけをしている。
高井 梅子（たかい うめこ）
奥平正宅で家政婦をしていた女性。事件の通報者。74歳。
前畑 庸三（まえはた ようぞう）
中堅商社を経て、奥平正と『五欧商事』を起業。プラハ滞在中に急死し、会社は畳まれた。47歳没。南会津郡高畑田村出身。
奥畑 圭介（おくはた けいすけ）
南会津郡高畑田村出身。奥畑家の次男。半導体メーカー『オデヤル』社長。
奥畑 洋介（おくはた ようすけ）
南会津郡高畑田村出身。奥畑家の長男、圭介の兄。東京大学卒業。村に戻って暮らしている。

## テレビドラマ
2017年4月5日、テレビ東京にて「3週連続ドラマ特別企画」の第2弾として放送された。主演の鈴木京香は、テレビ東京のドラマの主演は初となる。また、謎の老人役として出演する田中泯も同局のドラマ作品は初出演となる。

### キャスト
- 牧しずり - 鈴木京香[3]
- 仲本岬人 - 瀬戸康史[3][5]
- 植田敦美 - 小池栄子
- 西原栄一 - 要潤
- 中崎理 - 国広富之
- 高井梅子 - 松金よね子
- 駅員 - 温水洋一
- 村内康男 - 相島一之
- 奥平正 - 堀内正美
- 藤原麻子 - 菜葉菜
- 前田えり - 高岡早紀
- 君津政一 - 瀧川英次
- 大城利幸 - 山本龍二
- 宮里陽一 - 鈴之助
- 坂本朋代 - 藤村聖子
- 関口照美 - 本田なお
- 石塚刑事 - 吉家章人
- 高山刑事 - 日向野祥
- 上原道治 - 嘉人
- 奥畑圭介 - 大杉漣
- 三石博喜 - 石丸幹二
- 奥畑洋介 - 田中泯[4]
- 前田光介 - 渡部篤郎[4]

### スタッフ
- 脚本 - 戸田山雅司
- 監督 - 佐々木章光
- 警察監修 - 石坂隆昌
- 医療監修 - 中澤暁雄、山本昌督
- ガンエフェクト - パイロテック
- CG - 下鳥龍樹
- 技斗 - 坂田龍平（オフィスワイルド）
- カースタント - 高橋昌志
- 技術協力 - フォーチュン、Kカンパニー
- 美術協力 - BEENS
- 音響効果 - アウルサウンドワークス
- ポスプロ - 三友（MITOMO STUDIO）、アムレック
- ラインプロデューサー - 萩原達
- プロデューサー - 小松幸敏（テレビ東京）、黒沢淳（テレパック）、野田健太（テレパック）
- チーフプロデューサー - 中川順平（テレビ東京）
- 企画協力 - ラクーンエージェンシー
- 制作 - テレビ東京、テレパック